# Lingua dororo
La lingua dororo o doriri è una lingua estinta diffusa un tempo nell'isola della Nuova Georgia, facente parte delle Isole Salomone.

## Classificazione
Nel 1975, il linguista Stephen Wurm, aveva proposto l'ipotesi di una famiglia linguistica denominata lingue papuasiche orientali che avrebbe raggruppato tutte le lingue parlate negli arcipelaghi ad est di Papua, all'interno della famiglia ci sarebbe stato anche il  gruppo kazukuru formato da tre lingue estinte: lingua kazukuru, lingua guliguli e dal dororo.
Gli studi più recenti hanno invece stabilito che le tre lingue debbano far parte della famiglia linguistica austronesiana, secondo questo schema genetico:
- Lingue austronesiane
  - Lingue maleo-polinesiache
    - Lingue maleo-polinesiache centro-orientali
      - Lingue maleo-polinesiache orientali
        - Lingue oceaniche
          - Lingue oceaniche occidentali
            - Lingue meso-melanesiane
              - Lingue della Nuova Irlanda
                - Lingue della Nuova Irlanda meridionale e delle Salomone nord-occidentali
                  - Lingue della Nuova Georgia occidentali
                    - Dororo

Secondo alcuni il dororo ed il duliguli erano solo dialetti del kazukuru.